# Mikoláivka (Podilsk)
Mikólaivka (en ucraniano: Миколаївка) es un pueblo ucraniano perteneciente al óblast de Odesa. Situado en el suroeste del país, es parte del raión de Podilsk y del municipio (hromada) de Kuyalnik.

## Toponimia
El nombre del asentamiento en ruso es Nikolaevka (en ruso: Николаевка).

## Demografía
La evolución de la población de Mikoláivka entre 1989 y 2022 fue la siguiente:
| 158                                                           | 116 |
| (Fuente: Cities & Towns of Ukraine y UKRAINE: Größere Städte) |     |

Según el censo de 2001, la lengua materna de la mayoría de los habitantes, el 91,38%, es el ucraniano; del 6,03% es el rumano; y el ruso, del 1,72%.